# Alfa 2 bloqueador

Napamezol, un bloqueador Alfa 2

Los alfa 2 bloqueadores  son un grupo de medicamentos que son antagonistas del receptor adrenérgico alfa 2, a pesar de que el término alfa bloqueador, generalmente hace referencia a los bloqueadores α1. Estos son principalmente usados en investigación, teniendo muy pocas aplicaciones clínicas en medicina humana, sin embargo la yohimbina fue usada anteriormente como afrodisíaco, y es todavía usada algunas veces en medicina veterinaria (sin embargo esta ampliamente reemplazada en la actualidad por el atipamezol) para revertir los efectos alfa 2 agonistas por ejemplo de la medetomidina la cual es usada como sedante durante procedimientos quirúrgicos.
Un área en la cual los alfa bloqueadores 2 son usados en medicina humana es en el tratamiento de la depresión. El antidepresivo tetracíclico mianserina y mirtazapina son alfa 2 bloqueadores. Se piensa que su eficacia como antidepresivos puede provenir de su actividad en otros receptores.

## Ejemplos
Como alfa 2 bloqueadores, tenemos el atipamezol, efaroxano, idazoxano, yohimbina y rauwolscina.